# Stile di birra
Stile di birra è il termine usato per differenziare e categorizzare le birre secondo varie caratteristiche, come la schiuma, il colore, il profumo, il sapore, l'aroma, l'effervescenza, la gradazione alcolica, il corpo, gli ingredienti, il metodo di produzione, la ricetta, la storia e le origini.
La moderna teoria degli stili birrari è in gran parte basata sul lavoro fatto dallo scrittore Michael Jackson nel suo libro del 1977 "The World Guide To Beer" in cui cataloga una grande varietà di birre provenienti da tutto il mondo, in gruppi stilistici locali, suggeriti dalle abitudini e dai nomi locali. Fred Eckhardt approfondì il lavoro di Jackson pubblicando "The Essentials of Beer Style" nel 1989.
Tuttavia, nonostante lo studio sistematico delle tipologie birrarie sia un fenomeno moderno, la differenziazione delle birre è molto antica (iniziata verso il 2000 a.C.) e largamente diffusa nella storia e nelle varie culture.
Lo studio delle caratteristiche di uno stile di birra può essere spezzato in vari elementi: il grado di amarezza impartito alla birra da alcuni agenti come il luppolo, l'orzo tostato o alcune erbe; il grado di dolcezza data dallo zucchero presente nella birra; la gradazione alcolica che deriva dalla quantità di ingredienti fermentabili che vengono trasformati in alcol; infine il gusto e l'aspetto della birra.

## Il concetto di stile
Lo stile serve ad individuare una categoria di birra ovvero un gruppo omogeneo di birre con caratteristiche organolettiche comuni tra loro. Sono infatti importanti per questa catalogazione elementi relativi al colore del liquido e della schiuma, al grado alcolico, agli aromi tipici e all'equilibrio gustativo. Potrebbero essere incluse anche tipologie di materie prime, tecniche produttive e altro. L'utilità di questo concetto è quindi quello di racchiudere molteplici informazioni che si celano dietro una singola definizione. Ad esempio il termine Weiss sta ad indicare inequivocabilmente che si tratta di una birra ad alta fermentazione e prodotta con almeno il 30% di frumento crudo. E che andrà servita fresca per far risaltare la sua vena acidula. Si presenterà nel bicchiere con un giallo paglierino, un corpo torbido ed una schiuma alta e consistente; all'olfatto si presenterà  profumata e fresca, e al gusto leggera e acidognola. Sarà quindi subito chiaro con cosa poterla abbinare. Da quest'esempio si evince il perché dell'utilizzo del termine "stile": con un solo termine si riesce a fornire immediatamente moltissime informazioni.
Nonostante la storia millenaria della bevanda di Cerere il concetto di stile è molto recente. Ad oggi è però indispensabile, oltre che per i motivi già citati, per la sempre maggiore necessità di catalogazione che partendo dagli USA sta investendo a cascata anche il vecchio continente. L'ente americano Beer judge certification program (Bjcp) cura periodicamente edizioni aggiuntive della Beer Style Guidelines. Nell'edizione del 2015 sono state citate 34 differenti categorie suddivise in 118 stili diversi. L'idea di categorizzazione nasce dal fatto che la birra, al contrario del vino, non ha necessariamente un legame con il territorio: un birraio italiano può tranquillamente usare un luppolo americano, inoltre le diverse scuole birraie hanno subito uno scambio informativo che ha "contaminato" i processi una volta nettamente separati. Focalizzandoci sui secoli passati risulta ancora più chiara la necessità di definizioni. La birra non viaggiava, le materie prime era quindi soltanto quelle presenti sul territorio e le evoluzioni tecnologiche impiegavano molto tempo per diffondersi e quindi le procedure produttive differivano molto l'una dall'altra: per fare un esempio, l'introduzione del luppolo come aromatizzante principale ha impiegato un paio di secoli per raggiungere l'Inghilterra dall'Europa continentale. La birra era quindi espressione del modus operandi locale essendo una somma di fattori molto diversi tra loro e non modificabili. È grazie a questa difficoltà di scambiare informazioni che realtà molto vicine come, ad esempio, il Belgio e la Germania hanno tratti distintivi evidenti nella produzione della stessa bevanda.
Gli stili principali (stout, IPA, belgian, pale lager, birre di frumento, ecc.) sono suddivisi in sotto-stili, raggruppamenti di maggior precisione storico-produttiva e organolettica in seno allo stile di appartenenza; un sotto-stile è una sotto-categoria: ad esempio l'American IPA è un sotto-stile delle IPA e la weizen è un sottostile delle frumento (wheat beer).

## Storia degli stili di birra
La storia degli stili di birra potrebbe essere la storia della birra stessa. La tavoletta di Alulu (una ricetta per la "migliore" ale, ritrovata nella città di Ur in Mesopotamia) mostra che già dal 2050 a.C. esisteva una differenziazione tra almeno due qualità di birra. Il lavoro compiuto da Bedřich Hrozný nella traduzione delle tavolette dei mercanti assiri, ritrovate ad Ḫattuša, ha rivelato che circa 500 anni dopo gli Ittiti conoscevano 15 diversi tipi di birra.
Alcuni documenti mostrano come nei vari paesi si siano sviluppati alcuni metodo locali di produzione con ingredienti tipici. Plinio il Vecchio nel suo libro Naturalis Historia scrisse riguardo all'usanza dei Celti di produrre ale in Gallia e in Spagna secondo metodi e nomi diversi, sebbene il principio fosse lo stesso. Le leggi degli Anglo-sassoni contavano tre differenti birre, mentre i Normanni nel Domesday Book diversificavano cervisae (ale) e plena cervisia (ale più corposa).
Già nel XV secolo i mastri birrai della Germania e dei Paesi Bassi usavano il luppolo per insaporire e conservare la loro ale; questo nuovo stile di ale fu chiamato "birra". Quando questa abitudine si diffuse in Gran Bretagna e i mastri birrai di Southwark, a Londra, iniziarono a vendere questa bevanda che si discostava dalla ale tradizionale senza luppolo, ci furono lamentele e proteste. Per un certo numero di anni furono emanate diverse leggi per favorire talvolta la birra, talvolta la ale, fino a quando la birra luppolata divenne lo stile standard in tutta Europa.
Sempre nel XV secolo, alcuni birrai bavaresi iniziarono a conservare la birra in fresche caverne durante i mesi estivi, per evitare che si rovinasse. Il lievito ad alta fermentazione fu sostituito da un lievito a bassa fermentazione per il quale la birra necessitava di un filtraggio per rimanere stabile. Questo stile di birra chiara, limpida e stabile, divenne famosa come lager dal termine tedesco lagern che significa conservare, e si diffuse rapidamente dapprima in Germania e in Repubblica Ceca, e poi in tutto il mondo.
Sebbene le birre prodotte usando malti essiccati naturalmente avessero un colore chiaro, nel XVII secolo la maggior parte dei malti venivano tostati sul fuoco, producendo una birra scura. Quando nel 1642 si iniziò ad usare il carbone per la tostatura del malto, si diffusero notevolmente le birre più chiare, tant'è che già nel 1703 iniziò ad essere usato il termine pale ale. Verso la metà del XIX secolo Gabriel Sedlmayr (1811-1891), avviò questo processo produttivo nel Birrificio Spaten in Germania creando in questo modo la prima pale lager.

## Classificazione
Le birre possono essere classificate in base a numerosi fattori:

### Aspetto
| SRM | Esempio                           | Colore | EBC |
| --- | --------------------------------- | ------ | --- |
| 2   | Pale lager, Berliner Weisse       |        | 4   |
| 3   | Pilsener tedesca                  |        | 6   |
| 4   | Pilsner Urquell                   |        | 8   |
| 6   | American pale ale, India Pale Ale |        | 12  |
| 8   | Weissbier, Saison                 |        | 16  |
| 10  | Bitter                            |        | 20  |
| 13  | Bière de garde                    |        | 26  |
| 17  | Lager scura, Märzen               |        | 33  |
| 20  | Brown ale, Bock, Dunkel           |        | 39  |
| 24  | Stout, Bock, Porter               |        | 47  |
| 29  | Stout                             |        | 57  |
| 35  | Stout                             |        | 69  |
| 40  | Stout                             |        | 79  |
| 70  | Imperial stout                    |        | 138 |

Le caratteristiche visive che possono essere osservate in una birra sono la limpidezza, il colore e le caratteristiche della schiuma. Il colore deriva dal tipo di malti usati, in particolare un'aggiunta di malto genera una birra di colore più scuro. Tuttavia, possono influire altri ingredienti nel colore di una birra, come ad esempio le aggiunte di frutta. L'intensità del colore può essere misurata attraverso metodi quali EBC o SRM (Standard Reference Method), ma queste informazioni sono date solo raramente al pubblico.
Molte birre sono limpide (quelle microflitrate lo sono in maniera netta), ma alcune, come ad esempio le hefeweizen, possono rimanere velate (opalescenza), a causa della presenza di lievito che le rende opache. In alcuni casi rimangono o si formano delle particelle in sospensione o piccoli fiocchi e allora si parla di aspetto torbido. Esistono anche birre poco trasparenti a causa delle tonalità scure (come le stout, le porter e le schwarzbier). Un ultimo fattore che influenza l'aspetto di una birra è lo spessore e il mantenimento della schiuma, oltre che la traccia che questa lascia sul bicchiere.

### Gusto
Il gusto (sapori fondamentali, aroma, caratteristiche tattili e persistenza) di una birra può derivare da ciascuno dei suoi ingredienti: dal tipo e dalla quantità di malto (o degli altri fermentescenti), dal tipo e dalla quantità di luppolo, dalla gradazione alcolica, dagli esteri, dalla varietà di lievito, dal tipo di acqua e da molte altre componenti aromatiche, oltre che dal processo produttivo. Uno dei parametri più importanti è il grado di amarezza, che può essere misurato secondo la scala IBU (International Bitterness Unit).
Medesime osservazioni valgono per l'odore della birra.

### Fermentazione
La fermentazione è il processo fondamentale di nascita della birra, e a seconda di come essa avviene (ad alta o bassa temperatura, spontanea), vengono definite le tre macro-famiglie delle birre: Ale, Lager e Lambic.

## Elenco di stili di birra
Non esiste un accordo globale su quanti stili birrari esistono, e nemmeno su quali stili appartengono a ciascuna famiglia. Questo è un diagramma che tenta di riassumerli:

### Annotazioni
1. ↑  Con un colore scuro è complicato, visivamente, valutare il grado di limpidezza del liquido.

### Fonti
1. ↑  Michael Jackson's Beer Hunter - How to save a beer style
2. ↑  Per colore della birra s'intende quella del "liquido": il colore della schiuma, infatti, oltre a non essere particolarmente rilevante, ricade nelle caratteristiche di questa (insieme a: quantità, aspetto, persistenza).
3. ↑   Gli stili della birra: una guida definitiva, su mezzapinta.it. URL consultato il 17 marzo 2020 (archiviato dall'url originale il 20 settembre 2020).